# کولاتزا
کولاتزا (به ایتالیایی: Colazza) یک کومونه در ایتالیا است که در استان نووارا واقع شده‌است.

## خصوصیات
کولاتزا ۳٫۱ کیلومترمربع مساحت و ۴۴۳ نفر جمعیت دارد.